# Bernardo de Brito
Ne doit pas être confondu avec Bernardo Gomes de Brito.
Bernardo de Brito est un historien portugais. Né le 20 août 1569 à Almeida, il y est décédé le 27 février 1617.

## Biographie

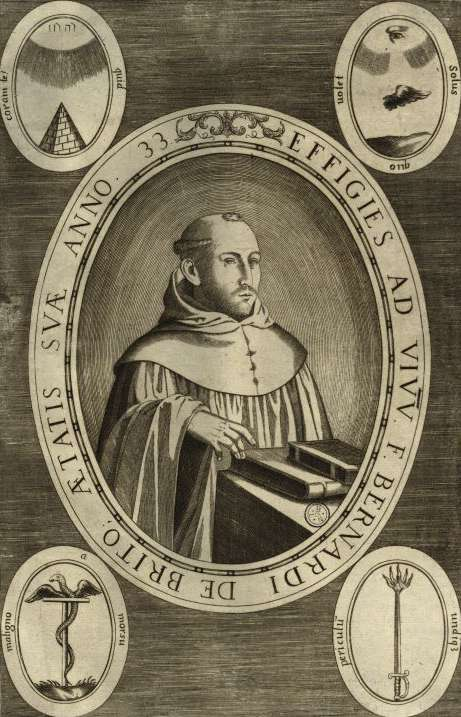
Bernardo de Brito.

Destiné aux armes, il fait ses études à Rome et à Florence et choisit de devenir moine cistercien au couvent d'Alcobaça. Il obtient un doctorat de théologie à l'université de Coimbra et est choisi en 1616 comme chroniqueur en chef du Portugal à la mort de Francisco de Andrada.

## Œuvres
On lui doit une série d'Éloges des rois du Portugal ainsi qu'une histoire de la Monarchie lusitanienne (inachevée) qu'il fait débuter au déluge et qui s'arrête à la conquête des Arabes. António Brandão prendra alors la suite de ses travaux. 
- Monarchia Lusytania (1597)
- A primeira parte da Crónica de Cister (1602)
- O Elogio dos Reis de Portugal (1603)
- A obra poética Sílvia de Lisardo (1597)